# Оберіг (фестиваль)
«Оберіг» — український фестиваль авторської пісні та співаної поезії, який проводиться щорічно в Луцьку. Його завданням є пошук та підтримка молодих талановитих виконавців, удосконалення виконавської майстерності, створення якісного музичного продукту для ЗМІ та концертних організацій. Оригінальний «Оберіг» відбувався з 1989 по 1994 рік. Після тривалої перерви в 2017 фестиваль було відновлено і відтоді «Оберіг» проводився ще тричі, до 2020 року, хоча офіційно скасований не був.

## Спрямованість і правила
Організатори фестивалю — Волинська обласна рада, Луцька міська рада та Волинський обласний науково-методичний центр культури, за підтримки управлінь культури Волинської ОДА та Луцької міської ради.
Фестиваль «Оберіг» призначений для пошуку та підтримки виконавців у жанрі авторської пісні та співаної поезії, вдосконалення виконавської майстерності, створення якісного музичного продукту для програм радіо, телебачення, концертних організацій. До участі запрошуються виконавці віком від 16 років із творами на власні україномовні тексти (авторська пісня), а також виконавців, які мають музичні твори на вірші українських поетів (співана поезія).

## Історія

Обкладинка буклета фестивалю «Оберіг-91»

### Оригінальний фестиваль
1989. Ідея фестивалю «Оберіг» зародилася 1988 року в Олексія Левченка, коли він з журналістом волинської молодіжної газети Василем Вороном успішно провели фестиваль «Рок-культура-88». Назву «Оберіг» дав Олег Покальчук. Перший «Оберіг» зібрав 30 учасників з Одеси, Рівного, Львова, Тернополя, Івано-Франківська. Він популяризував таких виконавців, як Микола Тимчак, Зоя Слободян, Володимир Кіндратишин, Олександр Смик і Марійка Бурмака, котра виборола гран-прі. Відбувався в кіноконцертному залі «Москва» (що потім змінив назву на «Промінь»).
1990. Другий фестиваль набув міжнародного розголосу, оскільки учасники «Оберегу» були з Німеччини, Югославії, ЧСФР. Участь у ньому взяли вже близько ста учасників, зокрема Олександр Смик, Олесь Дяк, Сергій Мороз, Іван Козаченко, Левко Бондар, Станіслав Щербатих, Володимир Кіндратишин. Гран-прі виборов Сергій Шишкін. Фестиваль вирізнявся виконанням творів на антикомуністичну тематику та про злочини комуністичного режиму проти України: пісні «Прощальна», «Дим», «Матерям ЗЗ року».
1991. На фестиваль цього року записалося майже двісті учасників, тому дирекція фестивалю проводила відбір претендентів з попереднім прослуховуванням їх пісень. Його організація зустріла проблеми з транспортом через заколот ГКЧП, але «Оберіг» попри все відбувся на Театральному майдані Луцька.
1992. Цього року фестиваль набув статусу телевізійного (Всеукраїнський телевізійний фестиваль співаної поезії та авторської пісні). Тоді відбулися два «Обереги» через непорозуміння в команді організаторів дійства. Лауреатами стали Володимир Смотритель, Віктор Нестерук, дует «Образ», Володимир Давидов, Валерій Марченко, Віктор Непомящий, Петро Приступов[джерело?].
1993. П'ятий «Оберіг» вважається кульмінацією фестивалю. Художник Микола Кумановський з його арт-проєктом «Лабіринт» надав фестивалю рис елітарної імпрези з елементами авангардизму. Крім виконання авторської пісні та співаної поезії в рамках «Оберегу» відбувався семінар з проблем герметичного простору, демонструвалася в записі ораторія «Неофіти» на слова Тараса Шевченка, піаніст Йожеф Ермінь виконав дві сонати Валентина Сильвестрова, Оксана Забужко виступила з власними поезіями, ансамбль сучасної музики САТ зіграв «Новоджазову композицію» та «Композицію з флажолетами». Лауреатами стали І. Бичков, Наталія Бучель, Р. Дубинников, Сергій Мороз, Тризубий Стас, тріо «Білий вітер» і гурт «Чорні черешні».
1994. Цей «Оберіг» став останнім. Відбувався в ресторані готелю «Лучеськ».

У 2000 році фестиваль змінив формат на більш камерний та отримав назву «Обереги». До цього спонукало рішення ЮНЕСКО про відзначення Всесвітнього дня поезії. Фестиваль відіграв значну роль у популяризації української музики та, зокрема, авторської пісні. Дух «Оберегу» аж до своєї смерті в 2012 році намагався підтримувати Олексій Левченко, запрошуючи його лауреатів на творчі вечори.

10-та сторінка буклета фестивалю «Оберіг-91»

### Відновлений фестиваль
2017. Фестиваль «Оберіг» було відроджено з ініціативи фракції ВО «Свобода» у Волинській обласній раді та Сергія Сівака, депутата обласної ради. Відбувався в залі театру ляльок. Гран-прі здобув бард Зиновій Медюх зі Стрия (Львівська область) — активний учасник Революції гідності, колишній боєць-доброволець батальйону імені Кульчицького. І місце розділили 13-річний Артем Харченко зі Старокостянтинова Хмельницької області та Вікторія Гурська з Луцька.
2018. Гран-прі фестивалю вдруге отримав Зиновій Медюх із Львівщини; перше місце — Артем Харченко з Поділля; приз глядацьких симпатій — Віктор Погуляй із Чернігівщини.
2019. Тривав з 7 по 9 листопада. Володарка гран-прі — Юлія Качула (Сімферополь, Крим); перше місце — родинний гурт «Кожушки» (Жовква, Львівщина).
У 2020—2021 фестиваль не відбувався через карантинні заходи, пов'язані з поширенням COVID-19. У 2022—2023 не проводився з причини російського військового вторгнення.